# Lago Twinkle (Ontário)
O Twinkle (Twinkle Lake, no original) é um lago situado na província canadense de Ontário.
Lago bastante piscoso, está situado a cerca de 40 km do Lago Temagami e em suas cercanias também se acham vários rios e riachos como o Pinetorch Creek, Ames Creek, Nasmith Creek, Little Nasmith Creek, Rio Wakimika e Rio Wawiagama, entre outros.
As cidades mais próximas ao lago são Latchford, Markstay-Warren e Cobalto.